# Su-28 (航空機)
Су-28
- 用途：練習機
- 設計者： スホーイ設計局
- 製造者： ウラン・ウデ航空工場（ロシア語版）
- 初飛行：1987年8月
- 生産数：試作機が1機
- 運用状況：計画中止
- 原型機：Su-25UB

Su-28（ロシア語: Су-28）はSu-25の発展型の一つである。工場名称はT8-UT。Su-25UT（ロシア語: Су-25УТ）とも呼称される。

## 開発
1980年代に運用されていた練習機であるL-29とL-39は操縦性と推力重量比の面において当時練習機に必要とされた要件を満たしていなかった。そのためスホーイはSu-25UT（UTは（Учебно Тренировочный）の略称で教育訓練の意味）と呼ばれる練習機型を提案した。最初の試作機はT8-UB1（赤201）から改造されて1987年6月に一度完成し、その後若干の修正を経て1987年7月末に完成。1987年8月にSu-25UTとして初飛行を行い、ヴォルゴグラード市のスポーツイベントに参加し3位となった。その語名称はSu-28（T8-UT1）に改称され、2年にわたり広範なテストを行い結果のフィードバックが行われた。そして改良を行った機体には新たにSu-28M（機体番号302）が与えられた。Su-28Mは1989年6月に開催されたパリ航空ショーにほかのSu-25の派生機とともに展示された。しかし、1990年代には金融危機が要因となり、プロジェクトは凍結された。しかし、Su-28開発で得たノウハウはSu-25UTG艦上練習機の開発に役立てられた。

## 機体
Su-25UBがベースとなっているが、武装や関連するアビオニクス、防弾のための装甲をすべて外しており、燃料タンクの防弾ゴム皮膜処理も省かれている。機体のバランスを保つためクリョン-PS照準システムのあった機首には同じ重量のバラストが装備されている。これにより重量はSu-25UBと比較して2,000kg減少し、推力重量比が向上している。パイロンは4つあり800Lの増槽が装備可能である。それ以外はSu-25と同じであり、高い信頼性とメンテナンス性を維持しながら、未舗装の滑走路で運用可能である。

## 仕様
出典: Airwar.ru
諸元
- 乗員: 2名
- 全長: 15.36m（ピトー管を含む）
- 全高: 5.2m
- 翼幅: 14.36m
- 翼面積: 30,1m2
- 空虚重量: 9,000kg
- 最大離陸重量: 17,222kg
- 動力: ソユーズ R-95Sh ターボジェットエンジン、44.18kN （4,100kg）  × 2基

性能
- 最大速度: 950km/h
- 巡航速度: 750km/h
- 航続距離: 2,150km（増槽装備時）
- 実用上昇限度: 7,000m
- 上昇率: 60m/s
- 離陸滑走距離: 450m
- 着陸滑走距離: 500m
- 着陸速度 220km/h